# Gouvernement Bidault II
Quatrième République
Henri Queuille I Georges Bidault III
Le deuxième gouvernement Georges Bidault a été le gouvernement de la France du 28 octobre 1949 au 7 février 1950.

## Chronologie

### 1949
- 5 octobre : Chute du gouvernement Henri Queuille.
- 11 octobre : Jules Moch chargé de former un gouvernement.
- 17 octobre : Jules Moch renonce à former un gouvernement.
- 19 octobre : René Mayer chargé de former un gouvernement.
- 20 octobre : René Mayer obtient l'investiture de l'Assemblée nationale (par 341 voix contre 183).
- 24 octobre : René Mayer, en désaccord avec les socialistes, renonce à constituer un gouvernement.
- 27 octobre : Georges Bidault obtient l'investiture de l'Assemblée nationale (par 367 voix contre 183).
- 28 octobre : Début du deuxième gouvernement Georges Bidault.
- 30 novembre : Suppression du Haut Commissariat au Ravitaillement et fin du rationnement.

### 1950
- 7 février : Fin du deuxième gouvernement Georges Bidault et début du troisième gouvernement Georges Bidault.

## Composition

### Président du Conseil
| Image | Fonction             |  | Nom             | Parti |
| ----- | -------------------- |  | --------------- | ----- |
|       | Président du Conseil |  | Georges Bidault | MRP   |

### Vice-présidents du Conseil
| Image | Fonction                  |  | Nom            | Parti |
| ----- | ------------------------- |  | -------------- | ----- |
|       | Vice-Président du Conseil |  | Henri Queuille | RAD   |
|       | Vice-président du Conseil |  | Jules Moch     | SFIO  |

### Ministre d'État
| Image | Fonction                                   |  | Nom                  | Parti |
| ----- | ------------------------------------------ |  | -------------------- | ----- |
|       | Ministre d'État, ministre de l'Information |  | Pierre-Henri Teitgen | MRP   |

### Ministres
| Image | Fonction                                                    |  | Nom                                           | Parti |
| ----- | ----------------------------------------------------------- |  | --------------------------------------------- | ----- |
|       | Garde des Sceaux                                            |  | René Mayer (à partir du 29 octobre 1949)      | RAD   |
|       | Ministres des Affaires étrangères                           |  | Robert Schuman                                | MRP   |
|       | Ministre de l'Intérieur                                     |  | Jules Moch                                    | SFIO  |
|       | Ministre de la Défense nationale                            |  | René Pleven                                   | UDSR  |
|       | Ministre de la France d'outre-mer                           |  | Jean Letourneau                               | MRP   |
|       | Ministre des Finances et des Affaires économiques           |  | Maurice Petsche                               | PPUS  |
|       | Ministre de l'Éducation nationale                           |  | Yvon Delbos                                   | RAD   |
|       | Ministre des Travaux publics, des Transports et du Tourisme |  | Christian Pineau                              | SFIO  |
|       | Ministre de l'Agriculture                                   |  | Pierre Pflimlin (jusqu'au du 3 décembre 1949) | MRP   |
|       | Ministre de l'Agriculture                                   |  | Gabriel Valay (à partir du 2 décembre 1949)   | MRP   |
|       | Ministre du Commerce et de l'Industrie                      |  | Robert Lacoste                                | SFIO  |
|       | Ministre du Travail et de la Sécurité sociale               |  | Pierre Ségelle                                | SFIO  |
|       | Ministre des Anciens combattants et Victimes de guerre      |  | Louis Jacquinot                               | CNI   |
|       | Ministre de la Santé publique et de la Population           |  | Pierre Schneiter                              | MRP   |
|       | Ministre de la Reconstruction et de l'Urbanisme             |  | Eugène Claudius-Petit                         | UDSR  |
|       | Ministre des PTT                                            |  | Eugène Thomas                                 | SFIO  |

### Secrétaires d'État
| Image | Fonction |  | Nom                  | Parti |
| ----- | --- |  | -------------------- | ----- |
|       | Secrétaire d'État à la Présidence du Conseil                                                                |  | Paul Bacon           | MRP   |
|       | Secrétaire d'État à la Présidence du Conseil chargé de la Fonction publique et des Réformes administratives |  | Jean Biondi          | SFIO  |
|       | Secrétaire d'État à l'Intérieur                                                                             |  | Jean Meunier         | SFIO  |
|       | Secrétaire d'État aux Forces armées (Marine)                                                                |  | Jean Raymond-Laurent | MRP   |
|       | Secrétaire d'État aux Forces armées (Guerre)                                                                |  | Max Lejeune          | SFIO  |
|       | Secrétaire d'État aux Forces armées (Air)                                                                   |  | André Maroselli      | RAD   |
|       | Secrétaire d'État aux Finances                                                                              |  | Edgar Faure          | RAD   |
|       | Secrétaire d'État aux Affaires économiques                                                                  |  | Robert Buron         | MRP   |
|       | Secrétaire d'État à l'Enseignement technique, à la Jeunesse et aux Sports                                   |  | André Morice         | RAD   |
|       | Secrétaire d'État à la Marine marchande                                                                     |  | Jacques Chastellain  | CNI   |

### Sous-secrétaires d'État
| Image | Fonction                                                      |  | Nom                                     | Parti |
| ----- | ------------------------------------------------------------- |  | --------------------------------------- | ----- |
|       | Sous-secrétaire d'État aux Finances et Affaires économiques   |  | Lionel de Tinguy du Pouët               | MRP   |
|       | Sous-secrétaire d'État à l'Industrie et au Commerce           |  | Raymond Marcellin                       | DVD   |
|       | Sous-secrétaire d'État à l'Agriculture                        |  | Paul Ihuel                              | MRP   |
|       | Sous-secrétaire d'État à la France d'outre-mer                |  | Louis-Paul Aujoulat                     | MRP   |
|       | Sous-secrétaire d'État à la France d'outre-mer                |  | Georges Gorse                           | SFIO  |
|       | Sous-secrétaire d'État à la Santé publique et à la Population |  | Paul Ribeyre (jusqu'au 5 décembre 1949) | PPUS  |